# Cirrothaumatia tornosema
Cirrothaumatia tornosema är en fjärilsart som beskrevs av Gates Clarke 1968. Cirrothaumatia tornosema ingår i släktet Cirrothaumatia och familjen vecklare. Inga underarter finns listade i Catalogue of Life.